# EMI Searchwater
Searchwater är en flygburen ytspaningsradar utvecklad av Thorn-EMI på 1970-talet för patrullflygplanet Hawker Siddeley Nimrod.
Efter Falklandskriget var det uppenbart att avsaknaden av AEW-kapacitet var en allvarligt brist för Brittiska flottan. Därför genomfördes ett skyndsamt projekt där ett antal Sea King-helikoptrar utrustades med en variant av Searchwater som var modifierad för att även kunna upptäcka luftmål på låg höjd.
Den ursprungliga Searchwater-radarn har moderniserats efter hand och saluförts i flera olika varianter.

## Varianter
- Searchwater – Den ursprungliga radarn avsedd för Hawker Siddeley Nimrod. Saknar luftspaningsförmåga.
- Searchwater AEW – Variant med begränsad luftspaningsförmåga på låg höjd. Tillverkad för Sea King AEW.2
- Skymaster – Variant med avsevärt förbättrad luftspaningsförmåga avsett för AWACS-systemet Argus-2000 tänkt att användas i Nimrod AEW.3.
- Searchwater 2000 – Moderniserad variant av den ursprungliga Searchwater med Link 16-kapacitet.
- Searchwater 2000 AEW – Searchwater 2000 med luftspaningsförmågan från Skymaster.
- Searchwater ASaC – Version med förmåga att följa rörliga markmål.